# ThyssenKrupp Blues
ThyssenKrupp Blues è un film documentario del 2008 scritto e diretto da Pietro Balla e Monica Repetto.
Il documentario è incentrato sul tragico incidente del dicembre 2007 che ha causato la morte di sette operai dell'acciaieria ThyssenKrupp a Torino.
È stato presentato alla Mostra del Cinema di Venezia nella sezione Eventi Orizzonti.

## Realizzazione
I registi hanno iniziato a girare il film prima dell'incidente del dicembre 2007, con l'intento di filmare le vite di quattro operai torinesi. Dopo l'incidente gli autori hanno scelto di concentrarsi sulla storia di Carlo Marrapodi, operaio della ThyssenKrupp. Due delle altre storie filmate sono state trasmesse su Raitre con il titolo Operai.

## Trama
La storia narra la vicenda di Carlo, ragazzo calabrese che lavorava alla ThyssenKrupp e che è scampato al disastro del dicembre 2007 poiché quel giorno era di turno nel pomeriggio.